# Bozeat
Bozeat is een civil parish in het bestuurlijke gebied Wellingborough, in het Engelse graafschap Northamptonshire met 2052 inwoners.